# William Van Poyck
William Edward Van Poyck (Miami, 18 settembre 1954 – Raiford, 12 giugno 2013) è stato un criminale statunitense, condannato a morte per l’assassinio di una guardia carceraria in un tentativo di fuga insieme a dei complici dal penitenziario dove era all’ergastolo per rapina a mano armata.
In carcere Van Poyck iniziò a scrivere, aiutare legalmente gli altri detenuti e, nel braccio della morte, intrattenne un corposo scambio epistolare con la sorella Lisa, a cui era molto legato.
Sebbene la Corte gli avesse riconosciuto di non aver premuto materialmente il grilletto, William Van Poyck fu giustiziato tramite iniezione letale il 12 giugno 2013.

## Biografia
Ultimo di tre figli, William nacque il 18 settembre 1954 a Miami da una famiglia con antiche ascendenze nella nobiltà olandese. Perse la madre per avvelenamento da monossido di carbonio quando aveva un anno e il padre, a seguito delle difficoltà dovute all’amputazione di una gamba durante la Seconda Guerra Mondiale, affidò i bambini a diverse donne, spesso negligenti e violente.
Dall’età di 11 anni, a causa del suo spirito troppo irrequieto, venne mandato in due centri educativi della Florida per finire, tre anni più tardi e sempre per motivi caratteriali, nel riformatorio per ragazzi di Okeechobee.

### In prigione
Nel gennaio del 1972, all’età di 17 anni, William viene condannato all’ergastolo per una rapina a mano armata senza spargimento di sangue. Gli anni successivi li trascorre nelle carceri della Florida, studiando legge e diventando noto all’interno del circuito criminale per l’aiuto legale fornito agli altri detenuti.
Il 24 giugno 1987 nella prigione di Palm Beach County, durante le procedure per il trasferimento di un detenuto di nome James O’Brien, Van Poyck e il complice Frank Valdez, aggrediscono le due guardie carcerarie del furgone, assalendole e sparando 3 colpi contro una di loro, Fred Griffis, che muore all’istante. Van Poyck e Valdez cercano poi di scappare con una Cadillac, dando origine ad un inseguimento della polizia finito qualche minuto dopo, quando Valdez perde il controllo dell’automobile finendo la propria corsa contro un albero. Arrestati immediatamente, le forze dell’ordine rinvengono all’interno dell’automobile quattro pistole, incluso il revolver di proprietà della vittima. 

### La condanna a morte
Il 21 dicembre 1988 William Van Poyck viene condannato a morte per l’omicidio di primo grado dell’agente Fred Griffis. William sosterrà sempre che i colpi che uccisero la guardia furono sparati dal complice Valdez per vendicarsi dell’agente che non solo si era rifiutato di consegnare le chiavi del mezzo, ma le aveva addirittura lanciate in un cespuglio. Nel corso degli anni, l’estraneità di Van Poyck all’assassino venne ammessa e riconosciuta dalla Corte. Nel luglio del 1999 un gruppo di nove guardie carcerarie della Prigione di Stato della Florida aggredì e uccise Frank Valdes nella sua cella, rimanendo tuttavia impunite nel processo che ne seguì.
Van Poyck, intanto, era stato trasferito nel braccio della morte in Virginia dove iniziò a scrivere, pubblicando due romanzi (Il terzo pilastro della Sapienza e Quietus) e la sua autobiografia, A Checkered Past, che ha vinto il primo posto all’International Book Awards Digest 2004 per gli scrittori auto-pubblicati. 
Negli anni successivi William pubblicò diversi racconti brevi con i quali vinse alcuni premi letterari e dal 2005 intrattenne una fitta corrispondenza con la sorella Lisa, la quale pubblicherà in un blog queste crude lettere introspettive e di denuncia contro il sistema carcerario americano 

### L'esecuzione
William Van Poyck fu giustiziato in Florida tramite iniezione letale alle 7 pm (UTC-5) del 12 giugno 2013, venendo dichiarato deceduto 23 minuti dopo.
Le sue ultime parole, piene di accettazione, le rivolse ai boia e furono semplicemente “set me free” (“liberatemi”).